# کاپ-شا، کبک
کاپ-شا (به فرانسوی: Cap-Chat) شهرکی در ناحیه گاسپزی-ایل-دو-لا-مادلن در استان کبک کانادا است. در سرشماری سال ۲۰۱۱ این شهرک ۲٬۷۸۲ نفر جمعیت داشته‌است و مساحت آن ۱۸۳٫۱۳ کیلومتر مربع است.